# Campionati austriaci di sci alpino 1966
I Campionati austriaci di sci alpino 1966 si svolsero a Schwaz tra il 24 e il 27 febbraio; furono assegnati i titoli di discesa libera, slalom gigante, slalom speciale e combinata, sia maschili sia femminili.

## Risultati

### Uomini

#### Discesa libera
| Pos. | Atleta          | Nazione |
| ---- | --------------- | ------- |
| 1    | Egon Zimmermann | Austria |
| 2    | Erich Sturm     | Austria |
| 3    | Hugo Nindl      | Austria |

Data: 25 febbraio

#### Slalom gigante
| Pos. | Atleta          | Nazione |
| ---- | --------------- | ------- |
| 1    | Karl Schranz    | Austria |
| 2    | Werner Bleiner  | Austria |
| 3    | Egon Zimmermann | Austria |

Data: 26 febbraio

#### Slalom speciale
| Pos. | Atleta        | Nazione |
| ---- | ------------- | ------- |
| 1    | Herbert Huber | Austria |
| 2    | Hugo Nindl    | Austria |
| 3    | Heini Messner | Austria |

Data: 27 febbraio

#### Combinata
| Pos. | Atleta        | Nazione |
| ---- | ------------- | ------- |
| 1    | Hugo Nindl    | Austria |
| 2    | Herbert Huber | Austria |
| 3    | Erich Sturm   | Austria |

Data: 25-27 febbraio

Classifica stilata attraverso i piazzamenti ottenuti
in discesa libera, slalom gigante e slalom speciale

### Donne

#### Discesa libera
| Pos. | Atleta           | Nazione |
| ---- | ---------------- | ------- |
| 1    | Christl Haas     | Austria |
| 2    | Erika Schinegger | Austria |
| 3    | Olga Pall        | Austria |

Data: 25 febbraio

#### Slalom gigante
| Pos. | Atleta           | Nazione |
| ---- | ---------------- | ------- |
| 1    | Inge Jochum      | Austria |
| 2    | Brigitte Seiwald | Austria |
| 3    | Heidi Zimmermann | Austria |

Data: 24 febbraio

#### Slalom speciale
| Pos. | Atleta           | Nazione |
| ---- | ---------------- | ------- |
| 1    | Christl Haas     | Austria |
| 2    | Brigitte Seiwald | Austria |
| 3    | Gertrud Gabl     | Austria |

Data: 26 febbraio

#### Combinata
| Pos. | Atleta           | Nazione |
| ---- | ---------------- | ------- |
| 1    | Christl Haas     | Austria |
| 2    | Inge Jochum      | Austria |
| 3    | Erika Schinegger | Austria |

Data: 24-26 febbraio

Classifica stilata attraverso i piazzamenti ottenuti
in discesa libera, slalom gigante e slalom speciale